# Rundfunk Berlin-Brandenburg
La Rundfunk Berlin-Brandenburg (RBB, litt. « Radiodiffusion Berlin-Brandebourg ») est un organisme de droit public basé à Berlin et Potsdam, membre de l'ARD (Communauté de travail des établissements de radiodiffusion de droit public de la République Fédérale d’Allemagne).
Il s'agit du service public audiovisuel pour les Länder de Berlin et de Brandebourg, financée par la Contribution audiovisuelle.
La Rundfunk Berlin-Brandenburg édite la chaîne de télévision RBB Fernsehen et plusieurs stations de radio.

## Histoire
La Rundfunk Berlin-Brandenburg a été fondée le 1er mai 2003 par fusion des groupes de radio et télévision Sender Freies Berlin et Ostdeutscher Rundfunk Brandenburg.

## Organisation

### Siège
Le siège de la Rundfunk Berlin-Brandenburg est situé place Theodor-Heuss, à Berlin.

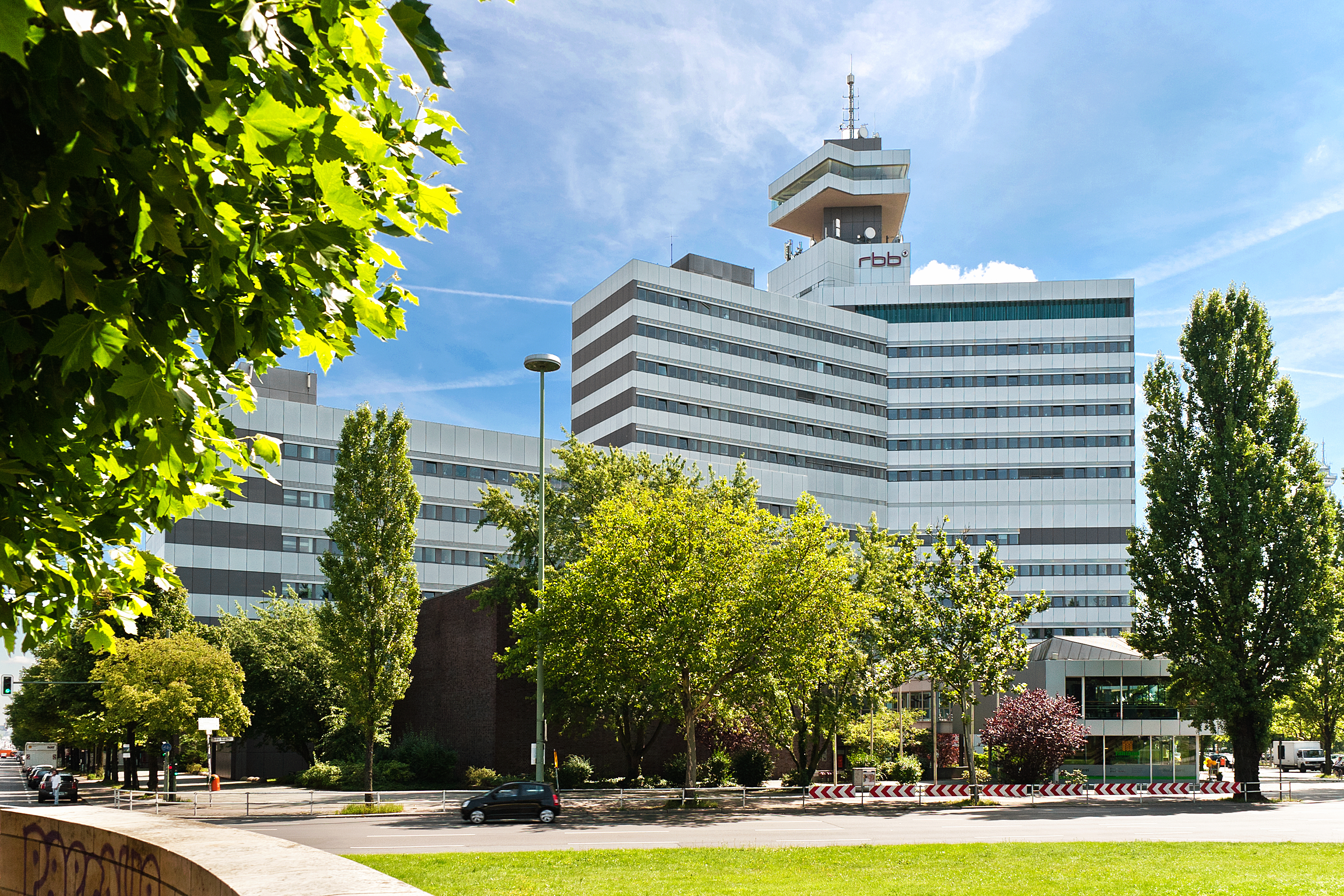
Le siège de la RBB, Theodor-Heus-Platz, à Berlin.
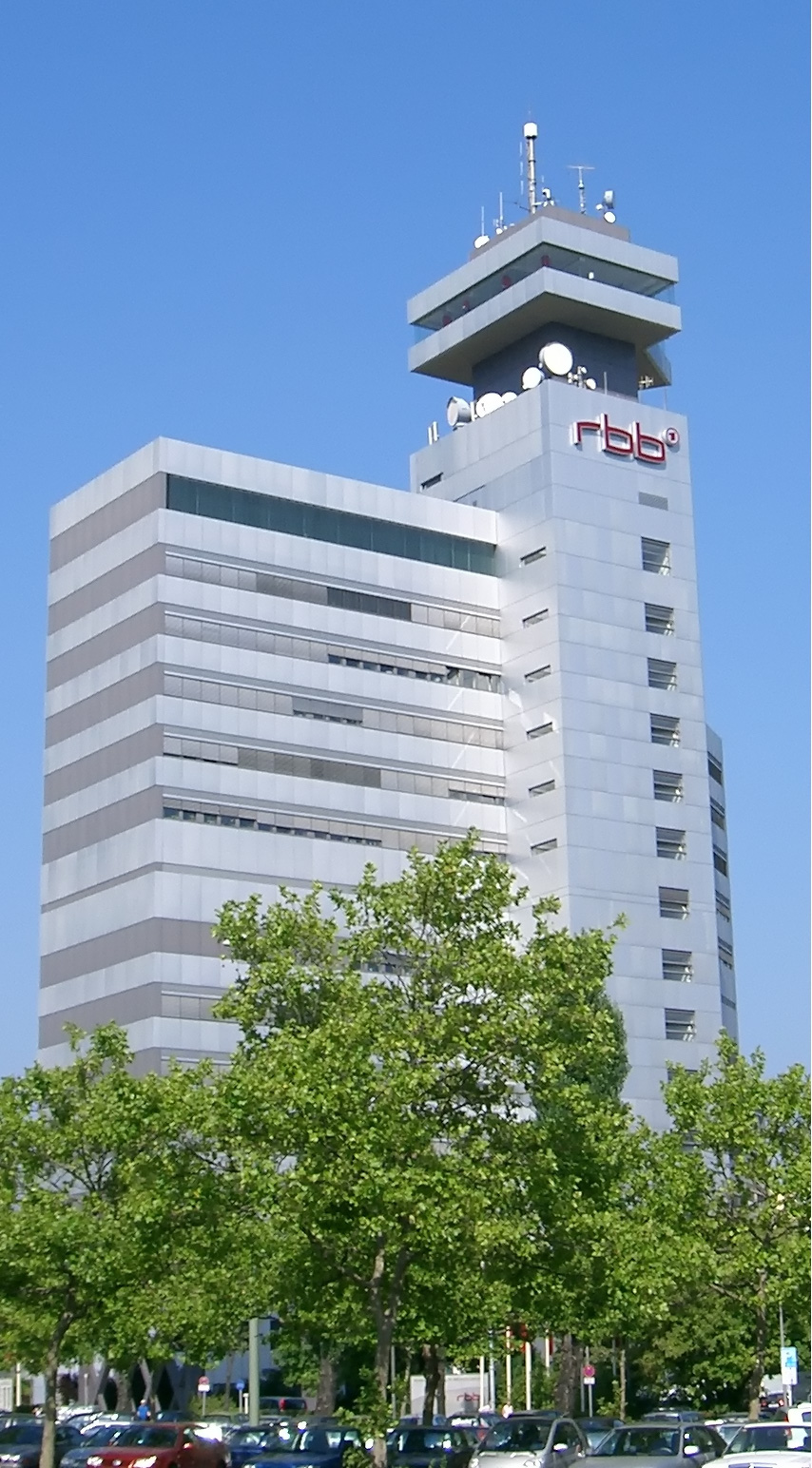
Tour de la RBB, Theodor-Heus-Platz à Berlin.

## Services

### Télévision
- rbb Fernsehen

### Radios
- Antenne Brandenburg
- Fritz
- Inforadio
- Kulturradio
- Radio Berlin 88,8
- Radio Eins
- Sorbischer Rundfunk
- COSMO - radio de WDR et Radio Bremen, qui est produit en coopération avec la RBB; pendant la journée en allemand, dans la soirée dans 14 autres langues (remplaçait le 31 décembre 2008 RBB Radiomultikulti)